# Палаццо Ведекинд
Палаццо Ведекинд (итал. Palazzo Wedekind) — дворец на римской площади Колонны, расположенный следом за церковью Санта-Мария-делла-Пьета. 
В Античности на этом месте располагался храм Марка Аврелия. Средневековые постройки были снесены в середине XVII века с тем, чтобы родственное папе Григорию XV семейство Людовизи могло построить на этом месте свою резиденцию. Строительные работы были завершены в 1659 году. С 1814 году в здании находилась резиденция директора почтовой службы Папской области. 
В 1838 году дворец Людовизи был полностью перестроен папой Григорием XVI по проекту Джузеппе Валадье, осуществлённому Пьетро Кампорезе Младшим. Согласно плану Валадье, Кампорезе добавил ко дворцу портик с 12 изящными античными колоннами, происходящими из руин города Вейи. Пара колонн, обрамляющая главный вход, — более позднего происхождения, из сгоревшей в 1823 году церкви Сан-Паоло-фуори-ле-Мура.
В 1852 году палаццо был куплен немецким банкиром Карлом Ведекиндом и получил его имя. Существующие интерьеры созданы под руководством Дж. Б. Джовенале (1849-1934). 
С 1871 года в здании размещалось Министерство образования королевства Италии. В короткий период в сентябре 1943 года до освобождения Рима дворец служил штаб-квартирой фашистской партии. С 1918 по 1922 годы здание занимала редакция газеты Il Tempo, которая после своего возрождения в 1945 году вернулась в палаццо Ведекинд.